# Curling aux Jeux paralympiques
Le curling aux Jeux paralympiques, est une épreuve paralympique, qui est un dérivé du curling. 